# Damnation (videojuego)
Damnation es un videojuego del género shooter con una estética mezcla de Steampunk y Western, desarrollado por Blue Omega Entertainment y publicado por Codemasters. Fue lanzado en Europa en junio de 2009 primero en PC y una semanas después en Xbox 360 y PlayStation 3.

## Jugabilidad
Damnation es un juego que pertenece al género Shooter en tercera persona, aunque sus desarrolladores lo calificaron como "shooter vertical", dadas las extensiones de los escenarios, llenos de saltos, zonas elevadas, plataformas, terrazas, cuerdas y salientes a las que acceder, etc. Estos detalles fueron lo que promocionaron tanto Blue Omega Entertainment como Codemasters para demostrar que Damnation no iba a ser un shooter como los demás.
Aparte de la gran agilidad del protagonista, éste también puede pilotar varias motocicletas impulsadas por vapor, dado el ambiente Steampunk que predomina durante todo el juego. 

## Ambientación e historia
El argumento de Damnation sitúa al jugador en un planeta Tierra alternativo, después de la guerra civil americana. Aquí, las máquinas y motores de vapor sustituyen a otros mecanismos de combustión.
Damnation se centra en un grupo de rebeldes capitaneados por Hamilton Rourke, el protagonista del juego, que luchan por mantener la paz en las pocas ciudades que han quedado en pie después de la guerra, tras la aparición de un contratista de defensa que ha declarado un golpe de Estado en todo el mundo. 
Rourke es el personaje principal, pero siempre va acompañado por Yakecan, especialista en curaciones; Jack, cuyo nombre completo es Jacqueline, una mujer científico; y por último Zagato, un experto pistolero de carácter pesado e irritante.

## Recepción y crítica
Damnation recibió notas muy bajas en la prensa especializada. La prestigiosa IGN le otorgó una puntuación de 2,5 sobre 10, comentando que "los gráficos, el doblaje y el sistema de apuntado son horrorosos". Otras críticas negativas fueron la web española Meristation Magazine (4/10), GameRankings (39/100) y Metacritic (37/100).
Todos coinciden en elogiar la excelente ambientación Steampunk del juego, pero afirman que es un juego aburrido, pesado, con una jugabilidad dudosa, un sistema de apuntado deficiente y un apartado gráfico muy por debajo de lo esperado. Algunas páginas webs lo denominaron como "el peor shooter de esta generación".